# Henry Hudson

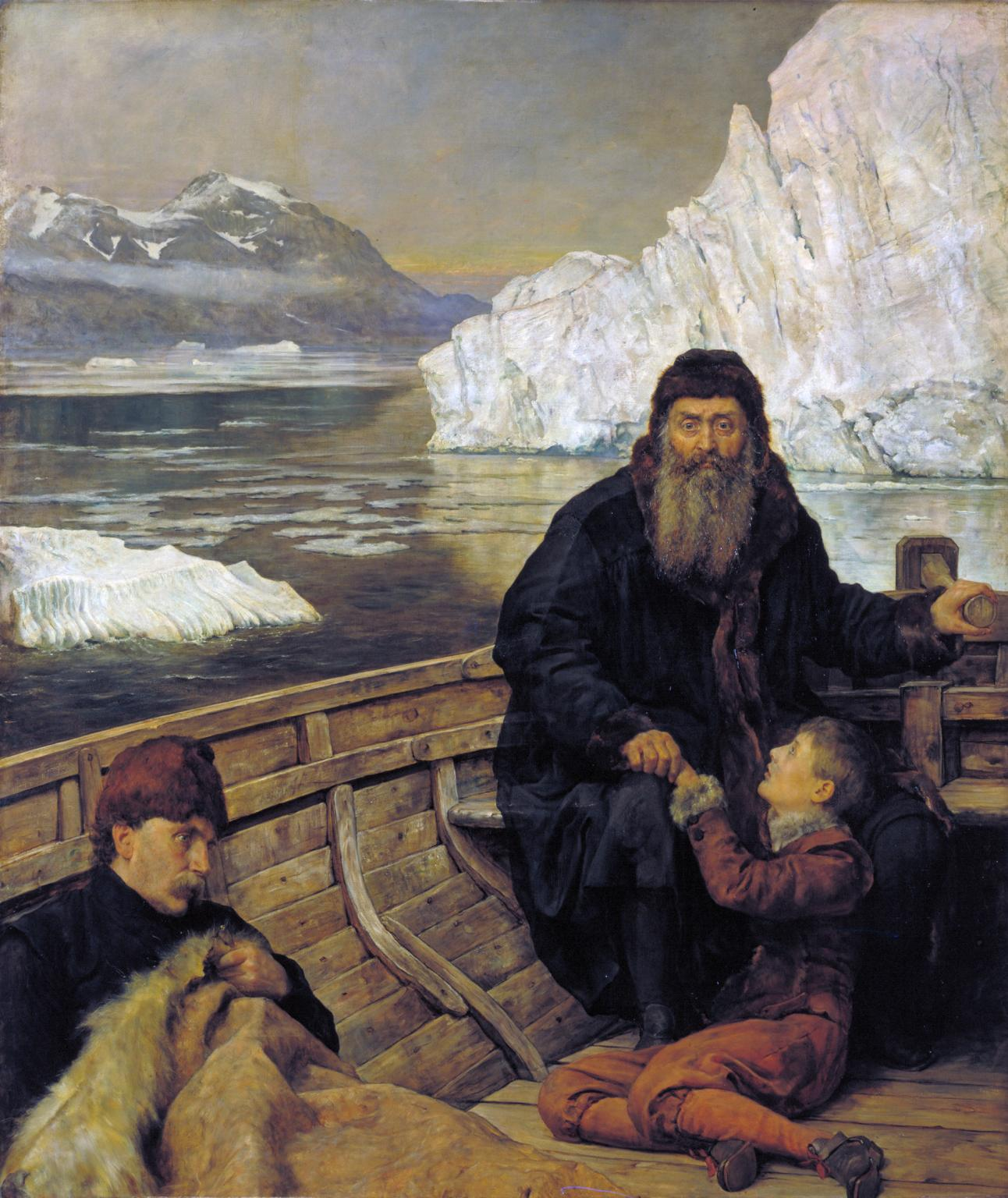
Obraz, vykreslující Hudsona, jeho syna a několik členů posádky, vysazené na člun po vzpouře. Skutečná Hudsonova podoba ale není známa

Henry Hudson (kolem roku 1565, pravděpodobně Londýn – po 22. červnu 1611, Hudsonův záliv) byl anglický mořeplavec a objevitel,  který se nejvíce proslavil svými průzkumy dnešní Kanady a částí severovýchodních Spojených států.

## Život
Přesné místo narození není známo, nic se neví ani o jeho mládí. Předpokládá se však, že se narodil v Londýně a už v mládí se začal plavit na lodích. Místo a čas smrti lze také jen přibližně odhadnut, podle roku a místa, kde byl vysazen na člun vzbouřenou posádkou své lodi.
V roce 1607 byl Hudson vyslán anglickou Moskevskou obchodní společností na výpravu severním směrem, aby se pokusil objevit severní mořskou cestu do Asie. Vyplul 1. května 1607 s posádkou deseti mužů na lodi Hopewell a kolem pobřeží Grónska pokračovali na sever až ke Špicberkám.  Při této cestě se patrně dostal jen 1 000 km od severního pólu a objevil také ostrov Jan Mayen. Kvůli nahromaděnému ledu se museli vrátit zpět a v září dopluli do Anglie.
V dubnu 1608  se vypravil na další výpravu ve službách anglické společnosti. Opět se pokusil plout podél severního pobřeží Ruska, ale u Nové země  byl zastaven ledem. Do Anglie se vrátil začátkem srpna. 
V lednu 1609 vstoupil do služeb holandské Východoindické společnosti, která ho vyslala na třetí plavbu do Číny. 4. dubna  vyplul na lodi Halve Maen (Half Moon) z Amsterodamu východní cestou, ale znovu narazil na led. Proto přeplul Atlantik a pokusil se najít cestu Severozápadním průjezdem kolem Severní Ameriky. Protože ani tato cesta se nezdála průchodná, zabočil k jihu a 3. září 1609 se dostali k velkému zálivu. Pokračovali v plavbě  po toku řeky, která dnes nese Hudsonovo jméno až k dnešnímu městu Albany. Při průzkumu řeky Hudson obchodoval s několika domorodými skupinami, hlavně získával kožešiny. Jeho plavba byla využita k vytvoření holandských nároků na region a na obchod s kožešinami. Položil základy Nového Nizozemí. Do Evropy se vrátil začátkem listopadu.

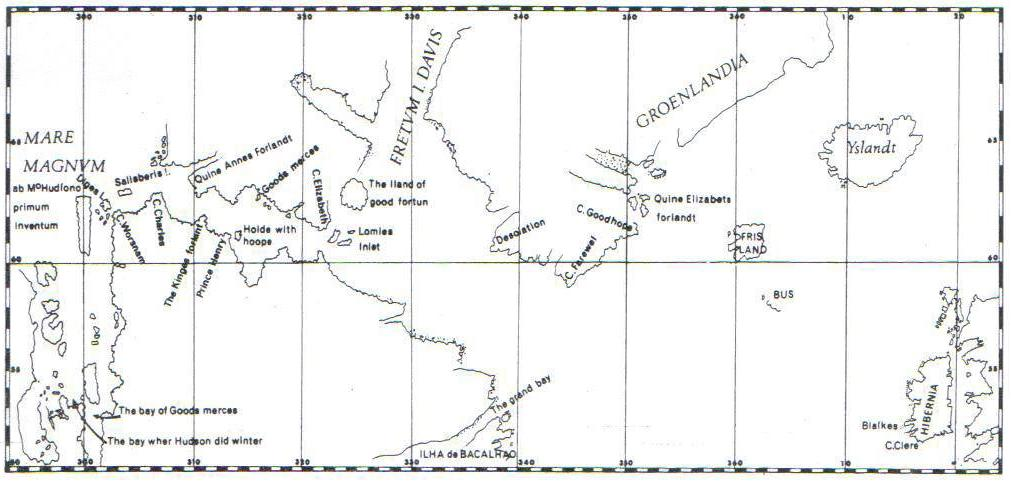
Mapa cesty

V roce 1610 vyplul na další výpravu, tentokrát pod anglickou vlajkou. Pokusil se opět hledat cestu Severozápadním průjezdem kolem Severní Ameriky. Na lodi Discovery plul širokým  průlivem na severním cípu Labradoru a 2. srpna objevil dnešní Hudsonův záliv. Domníval se, že  konečně našel severozápadní průjezd kontinentem a je již v Tichém oceánu. Hudson strávil následující měsíce mapováním a zkoumáním východních břehů zálivu, ale průchod do Asie nenašli. V listopadu loď uvízla v ledu v oblasti  Jamesovy zátoky a posádka  zde byla nucena přezimovat.
V červnu 1611 vypukla na lodi vzpoura, protože posádka se chtěla vrátit domů a obávala se, že Hudson bude chtít pokračovat v hledání cesty do Asie. Hudson byl spolu se svým sedmnáctiletým synem a sedmi dalšími členy posádky vysazen na člun a ponechán osudu. Nejsou o něm známy žádné další zprávy. Zbytek posádky se pokusil vrátit domů, což se podařilo po mnoha dalších peripetiích jen osmi námořníkům. Za vzpouru však nebyli potrestáni – stali se cenným zdrojem informací pro další výpravy. 